# Яссім бін Хамад (стадіон)
Стадіон імені шейха Яссіма бін Хамада (араб. ملعب جاسم بن حمد), також іменований Стадіон «Ас-Садд» — багатофункціональний стадіон у Досі, Катар, домашня арена клубу «Ас-Садд» і збірної Катару. Був побудований в 1974 році і названий на честь покійного Яссіма бін Хамада бін Абдулли аль-Тані (1921—1976), Шейха і першого міністра фінансів Катару в 1958 — 1976 роках. Стадіон двічі реконструйований: спочатку у 2004 році до Кубка націй Перської затоки 2004, потім у 2009—2010 роках до Кубка Азії 2011 року.

## Характеристики
Споруда вміщує 15 000 глядачів і має у своєму розпорядженні VIP-ложу. Стадіон є єдиним у своєму роді на Близькому Сході, оскільки через спекотний клімат Катару на стадіоні обладнана новаторська система кондиціонування повітря.

## Історія
- Кубок націй Перської затоки: На стадіоні було зіграно шість матчів групового етапу і всі чотири матчі плей-оф (включаючи фінал) Кубка націй Перської затоки 2004 року. Перемогу у фіналі при загальному рахунку 1:1 до кінця матчу здобула збірна Катару, обігравши збірну Оману в серії післяматчевих пенальті 5:4.

- Азійські ігри: У фіналі змагання Азійських ігор 2006 року збірна Катару обіграла збірну Іраку з рахунком 1:0 і стала переможцем турніру.

- Міжнародні матчі збірної Катару: На даному стадіоні проводяться різні міжнародні матчі за участю збірної Катару.

- Кубок Азії 2011: На стадіоні були зіграні три матчі групового етапу, один матч 1/4 фіналу і матч за третє місце.

29 березня 2011 року на стадіоні відбувся товариський матч між збірною Катару і збірної Росії, присвячений перемозі заявок Росії і Катару на проведення ЧС-2018 і ЧС-2022. Матч був зіграний внічию 1:1.
- Суперкубок Італії з футболу: Також на стадіоні був проведений матч за Суперкубок Італії 2014 та 2016 років[4].

2019 року арена стала одним з трьох стадіонів клубного чемпіонату світу з футболу. «Яссім бін Хамаду» було віддано проведення матчу-відкриття турніру між господарем турніру «Ас-Саддом», для якого це є рідний стадіон, та новокаледонським клубом «Єнген Спорт». Також арена приймала матчі обох чвертьфіналів..

## Галерея

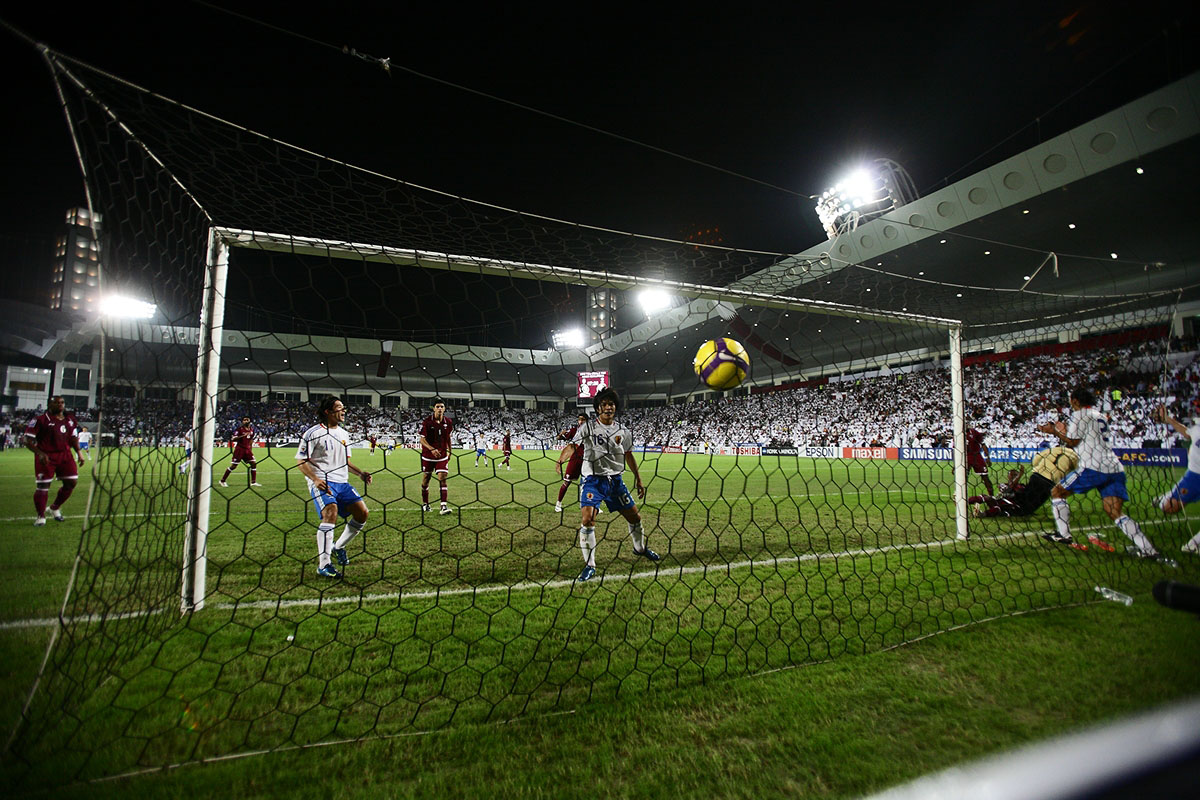
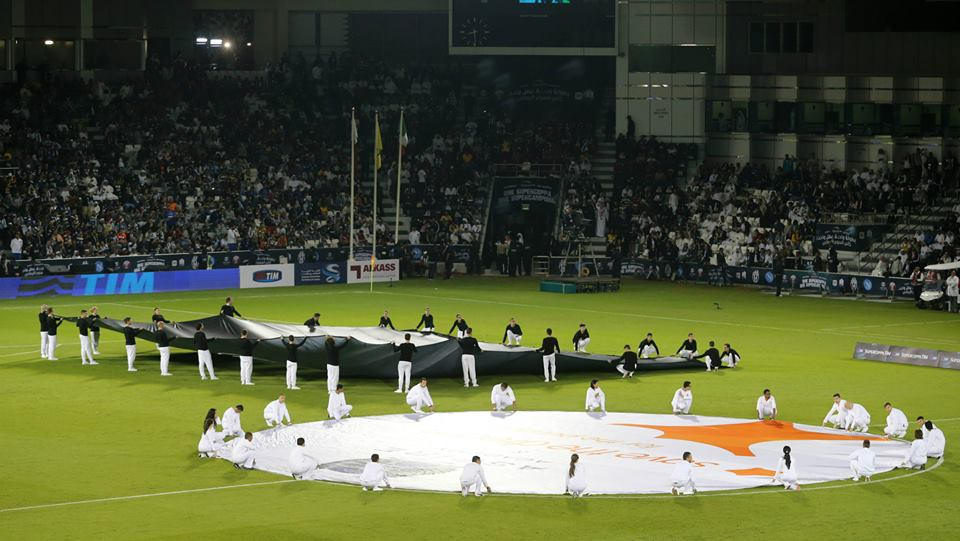